# Holmelgonia falciformis
Holmelgonia falciformis är en spindelart som först beskrevs av Nikolaj Scharff 1990.  Holmelgonia falciformis ingår i släktet Holmelgonia och familjen täckvävarspindlar.
Artens utbredningsområde är Tanzania. Inga underarter finns listade i Catalogue of Life.